# مارك تشونغ (موسيقي)
مارك تشونغ (بالألمانية: Mark Chung)‏ هو موسيقي ألماني، ولد في 3 يونيو 1957 في ليدز في المملكة المتحدة.

## وصلات خارجية
- مارك تشونغ على موقع IMDb (الإنجليزية)
- مارك تشونغ على موقع ميوزك برينز (الإنجليزية)
- مارك تشونغ على موقع ديسكوغز (الإنجليزية)
- مارك تشونغ على موقع قاعدة بيانات الفيلم (الإنجليزية)